# Hunold

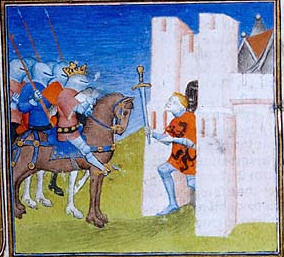
De overgave van Loches. Een koning (Pepijn de Korte?) nadert met zijn soldaten het kasteel van Loches, waar Hunold van Aquitanië naar buiten komt, gekleed als ridder en met een naar beneden wijzend zwaard als teken van overgave. Miniatuur uit de Grandes chroniques de France, boek 5, hfst.28 (15e eeuw).

Hunold van Aquitanië (ook bekend als Hunald, Hunaud of Hunoald) was van 735 tot en met 748 hertog van Aquitanië en graaf van Toulouse. In 735 volgde hij zijn vader Odo de Grote op. 
Hij weigerde de autoriteit van de Frankische hofmeier Karel Martel te erkennen, waarop Karel Bordeaux en Blaye innam. Hunold kon Aquitanië behouden op voorwaarde dat hij het van Karel in leen zou krijgen. Toen Karel in 741 overleed, verklaarde Hunold de Franken de oorlog. Toen kwamen Pepijn en Carloman de Loire over, brandstichtten de regio van Berry en de omstreken van Bourges, vernietigden het kasteel van Loches en namen alle inwoners gevangen. Hunold zette daarop Chartres in brand. Maar in 744 smeekte Hunold om vrede. 
In 748 moest hij zich onder Frankische druk terugtrekken in een klooster, waarschijnlijk op het Île de Ré. Hunold werd opgevolgd door zijn zoon Waifar, die acht jaar lang voor zijn onafhankelijkheid streed. Bij Pepijns dood en het begin van de regering van Karel de Grote was er een laatste opkomst van de Aquitaniërs. Deze opstand werd door een zekere Hunold II geleid en werd in 769 door Karel de Grote en zijn broer Karloman neergeslagen. Hunold II zocht bescherming bij Lupus, de hertog van de Gascogners (Basken), maar die leverde hem aan z'n vijanden uit. Deze Hunold II schijnt een kleinzoon te zijn geweest van de eerdere hertog Hunold I van Aquitanië.